# Hybanthus verrucosus
Hybanthus verrucosus är en violväxtart som beskrevs av Paula-souza. Hybanthus verrucosus ingår i släktet Hybanthus och familjen violväxter. Inga underarter finns listade i Catalogue of Life.